# Kandrian
Kandrian – miasto w Papui-Nowej Gwinei, w prowincji Nowa Brytania Zachodnia.